# Hautbläschen
Als Hautbläschen oder Vesicula („Bläschen“) wird in der Dermatologie eine kleine Ansammlung von klarer oder blutiger wässriger (seröser) Flüssigkeit in der Haut bezeichnet. Hautbläschen gehören zu den Primäreffloreszenzen. Abzugrenzen von Bläschen sind Flüssigkeitsansammlungen größer als 5 mm (→ Blase) oder Ansammlungen von Eiter (→ Pustel).
Bläschen können unter der Hornhaut (subkorneales Bläschen), in oder unter der Dermis liegen. Als Ursache kommen verschiedene Hauterkrankungen in Frage. Sie können bei Infektionen (beispielsweise Herpes simplex, Herpes zoster (Gürtelrose), Pocken), Autoimmunerkrankungen wie Pemphigus vulgaris oder auch bei allergischen Reaktionen auftreten. Blutige Bläschen findet man vor allem bei Gefäßentzündungen (Vaskulitis) oder Blutgerinnungsstörungen.

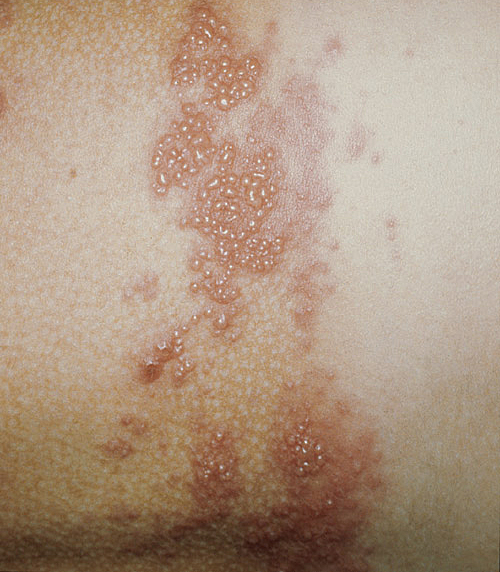
Gruppierte Bläschenbildung bei Gürtelrose
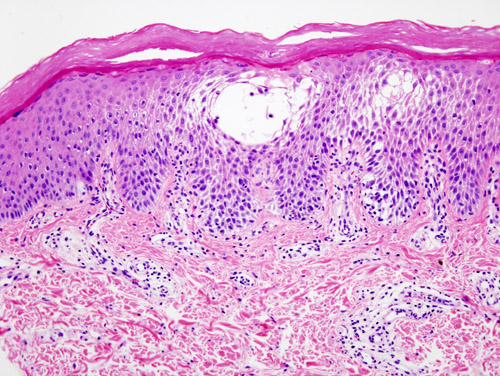
Histologisches Bild eines subkornealen Bläschens bei Dyshidrosis